# Finnische American-Football-Nationalmannschaft
Die finnische American-Football-Nationalmannschaft ist eine der erfolgreichsten Nationalmannschaften in Europa. Finnland gewann fünf Mal die Europameisterschaft. Sie wird vom finnischen Verband Suomen Amerikkalaisen Jalkapallon Liitto organisiert.

## Weltmeisterschaften
| Jahr | Platzierung                                      | Sp                                               | S                                                | N                                                | P+                                               | P-                                               |
| ---- | ------------------------------------------------ | ------------------------------------------------ | ------------------------------------------------ | ------------------------------------------------ | ------------------------------------------------ | ------------------------------------------------ |
| 1999 | 6                                                | 3                                                | 0                                                | 3                                                | 14                                               | 106                                              |
| 2003 | nicht qualifiziert (ausgeschieden gg Frankreich) | nicht qualifiziert (ausgeschieden gg Frankreich) | nicht qualifiziert (ausgeschieden gg Frankreich) | nicht qualifiziert (ausgeschieden gg Frankreich) | nicht qualifiziert (ausgeschieden gg Frankreich) | nicht qualifiziert (ausgeschieden gg Frankreich) |
| 2007 | nicht qualifiziert (ausgeschieden gg Frankreich) | nicht qualifiziert (ausgeschieden gg Frankreich) | nicht qualifiziert (ausgeschieden gg Frankreich) | nicht qualifiziert (ausgeschieden gg Frankreich) | nicht qualifiziert (ausgeschieden gg Frankreich) | nicht qualifiziert (ausgeschieden gg Frankreich) |
| 2011 | nicht qualifiziert (5. EM 2010)                  | nicht qualifiziert (5. EM 2010)                  | nicht qualifiziert (5. EM 2010)                  | nicht qualifiziert (5. EM 2010)                  | nicht qualifiziert (5. EM 2010)                  | nicht qualifiziert (5. EM 2010)                  |
| 2015 | nicht qualifiziert (4. EM 2014)                  | nicht qualifiziert (4. EM 2014)                  | nicht qualifiziert (4. EM 2014)                  | nicht qualifiziert (4. EM 2014)                  | nicht qualifiziert (4. EM 2014)                  | nicht qualifiziert (4. EM 2014)                  |

## Europameisterschaften
| Jahr | Platzierung   | S | N | P+  | P- |
| ---- | ------------- | - | - | --- | -- |
| 1983 | Finale        | 2 | 1 | 91  | 26 |
| 1985 | Europameister | 2 | 0 | 26  | 2  |
| 1987 | 4             | 1 | 1 | 59  | 67 |
| 1989 | Finale        | 1 | 1 | 14  | 33 |
| 1991 | Finale        | 1 | 1 | 55  | 14 |
| 1993 | Europameister | 2 | 0 | 27  | 7  |
| 1995 | Europameister | 2 | 0 | 64  | 7  |
| 1997 | Europameister | 2 | 0 | 51  | 12 |
| 2000 | Europameister | 2 | 0 | 69  | 36 |
| 2001 | Finale        | 1 | 1 | 38  | 22 |
| 2005 | 3             | 1 | 1 | 53  | 35 |
| 2010 | 5             | 1 | 2 | 43  | 62 |
| 2014 | 4             | 1 | 2 | 44  | 95 |
| 2018 | 3             | 2 | 1 | 77  | 49 |
| 2021 | 3             | 3 | 1 | 127 | 31 |
| 2023 | Finale        | 3 | 1 | 135 | 65 |